# Estaut
Der Estaut ist ein kleiner Fluss in Frankreich, der in der Region Okzitanien verläuft. Er entspringt unter dem Namen Ruisseau Fau im nördlichen Gemeindegebiet von Coussa, entwässert generell Richtung Nordnordost, passiert den Flugplatz Aérodrome de Pamiers–Les Pujols, ändert nochmals seinen Namen auf Rieutort, bevor er seinen endgültigen Namen annimmt und nach insgesamt rund 19 Kilometern im Gemeindegebiet von Belpech als linker Nebenfluss in den Hers-Vif einmündet. 
Auf seinem Weg durchquert der Estaut die Départements Ariège und Aude.

## Orte am Fluss
(Reihenfolge in Fließrichtung)
- Le Fau, Gemeinde Verniolle
- Lasserre, Gemeinde La Tour-du-Crieu
- Lafage, Gemeinde Saint-Amadou
- La Bardeille, Gemeinde Le Carlaret
- La Bastide-de-Lordat
- Jean de Francès, Gemeinde Trémoulet
- Crieu, Gemeinde Montaut
- Lanat, Gemeinde Gaudiès
- La Bordette de l’Estaut, Gemeinde Belpech
- Taverne, Gemeinde Belpech